# Международное общество чистой бхакти-йоги
Международное общество чистой бхакти-йоги (МОЧБЙ, англ. International Pure Bhakti Yoga Society — IPBYS; также известно под наименованием «Международное общество бхакти-йоги») — вайшнавская религиозная организация, созданная в 2004 году Бхактиведантой Нараяной Госвами, с целью проповеди гаудия-вайшнавизма и практики бхакти-йоги по всему миру.

## История
До 2004 года движение учеников и последователей Бхактиведанты Нараяны Госвами носило название «Шри Бхактиведанта Гаудия Матх», который являлся частью религиозной организации Шри Гаудия Веданта Самити (Общества Гаудия Веданты), основанное в Калькутте Бхактипрагьян Кешавой Госвами. В дальнейшем Бхактиведанта Нараяна Госвами оставил свои полномочия связанные с деятельностью в Шри Гаудия Веданта Самити и создал своё международное общество «Бхакти» (впоследствии названо как «Международное общество чистой бхакти-йоги»).

## Проповедническая и благотворительная деятельность
Бхактиведанта Нараяна Госвами объехал вокруг света с проповедью гаудия-вайшнавизма более 30 раз, активно переводил священные писания, а также раскрывал их суть в своих комментариях, лекциях и беседах. Объём трудов Бхактиведанты Нараяны Госвами составляет более 50 томов, значительная часть которых доступна на многих языках мира, таких как английский, немецкий, французский, испанский, русский, литовский, китайский и другие.
На сегодняшний день МОЧБЙ ведет активную издательскую деятельность, в основном это переводы лекций и книг Бхактиведанты Нараяны Госвами. Основные формы миссионерской деятельности: богослужения, совместное изучение священных писаний гаудия-вайшнавов, распространение книг, проведение шествий на улицах с пением Харе Кришна мантры, проведение публичных лекций.
Одной из форм благотворительной деятельности МОЧБЙ является раздача бесплатной освященной вегетарианской еды (прасад) нуждающимся, особенно в дни больших гаудия-вайшнавских праздников. По данным последователей Бхактиведанты Нараяны Госвами, на Кришна-джанмаштами в Кешаваджи Гаудия Матхе ежегодно раздается более 50 000 порций бесплатной пищи. Во время ежегодного фестиваля Гаура-пурнимы, проводимого в честь Чайтаньи, в течение десятидневного фестиваля распространяется более 500 000 порций, на Говардхане во время Враджа-мандала-парикрамы раздается более 100 000 порций.

## Общество чистой бхакти-йоги в России и СНГ
МОЧБЙ действует в России с 1999 года (до 2004 как Шри Бхактиведанта Гаудия Матх). Основные центры МОЧБЙ в России и СНГ: Москва, Санкт-Петербург, Пермь, Екатеринбург, Астрахань, Уфа, Брянск, Красноярск, Сочи, Набережные Челны, Стерлитамак, Минск, Одесса, Днепр, Ташкент. Общее число последователей в России и СНГ на 2003 год составляло около 700 человек.
Последователи МОЧБЙ регулярно посещают Индию с целью паломничества по святым местам (парикрама) и также приглашают проповедников из Индии и других стран в Россию.